# Belitung Timur
Belitung Timur ist ein indonesischer Regierungsbezirk (Kabupaten) in der indonesischen Provinz Bangka-Belitung. Ende 2023 leben hier über 132.000 Menschen. Der Verwaltungssitz des Kabupaten Belitung Timur ist der Küstenort Manggar im Osten der Insel.

## Geographie
Der Bezirk Belitung Timur belegt hinsichtlich der Fläche (15,51 Prozent der Provinz) den vierten Platz der sieben Verwaltungseinheiten 2. Ebene in der Provinz. Damit liegt er auf Rang 74 der 120 Kabupaten auf der Insel Sumatra.

### Wetter und Klima
Die Insel Belitung liegt auf der südlichen Hemisphäre und es herrscht tropisches Regenwaldklima (feuchttropisches Klima). Man unterscheidet eine trockene Jahreszeit (April bis Juni) und die Regenzeit (September bis Dezember).

### Lage
Der Kabupaten Belitung Timur liegt im Osten der Insel Belitung. Er grenzt im Westen an den Kabupaten Belitung und ist ansonsten vom Meer umgeben: im Süden von der Javasee und der Balokbucht (indonesisch Teluk Balok), im Osten von der Karimata-Straße sowie im Norden von der Natunasee (indonesisch Laut Natuna), einem Randmeer des Südchinesischen Meers. Die ungefähre Entfernung zwischen dem Verwaltungszentrum Manggar und dem Pendant vom Bezirk Belitung (Tanjungpandan) beträgt ca. 75 km Luftlinie bzw. 87 Straßenkilometer, bis in die Provinzhauptstadt Pangkalpinang sind es ca. 250 km.
Zum Bezirk gehören 121 Inseln (2020 noch 1499), zwei Distrikte besitzen keine Inseln: der einzige Binnendistrikt Simpang Renggiang und der westlichste Distrikt Dendang. Belitung erstreckt sich zwischen 2° 29′ 30,3″ und 3° 48′ 05,8″ s. Br. sowie zwischen 107° 44′ 50,6″ und 108° 52′ 18,6″ ö. L.

## Verwaltungsgliederung
Der Bezirk gliedert sich seit 2010 in sieben Distrikte oder Unterbezirke (indonesisch Kecamatan) mit 39 Dörfern (indonesisch Desa). Eine weitere Untergliederung erfolgt in 152 Weiler (Hamlets, indonesisch Dusun) und 759 Nachbarschaften (Neighborhoods, indonesisch RT, Rukun Tetangga).
| Code 1   | Kecamatan Distrikt  | Ibu Kota Verwaltungssitz | Fläche (km²) | Einw. Census 2010 2 | Volkszählung 2020 3 | Volkszählung 2020 3 | Volkszählung 2020 3 | Anzahl der Dörfer | Anzahl der Dörfer |
| Code 1   | Kecamatan Distrikt  | Ibu Kota Verwaltungssitz | Fläche (km²) | Einw. Census 2010 2 | Einw. 3             | 0Dichte 40          | Sex Ratio 5         | Anzahl der Dörfer | Anzahl der Dörfer |
| -------- | ------------------- | ------------------------ | ------------ | ------------------- | ------------------- | ------------------- | ------------------- | ----------------- | ----------------- |
| 19.06.01 | Manggar             | Padang                   | 229,00       | 33.366              | 39.135              | 170,9               | 104,83              | 9                 |                   |
| 19.06.02 | Gantung             | Gantung                  | 546,30       | 22.440              | 28.349              | 51,9                | 107,61              | 7                 |                   |
| 19.06.03 | Dendang             | Dendang                  | 362,20       | 9.346               | 11.007              | 30,4                | 108,70              | 4                 |                   |
| 19.06.04 | Kelapa Kampit       | Mentawak                 | 498,51       | 16.192              | 19.367              | 38,8                | 106,82              | 6                 |                   |
| 19.06.05 | Damar               | Mengkubang               | 236,90       | 11.110              | 13.214              | 55,8                | 105,86              | 5                 |                   |
| 19.06.06 | Simpang Renggiang00 | Renggiang                | 390,70       | 6.629               | 7.512               | 19,2                | 108,44              | 4                 |                   |
| 19.06.07 | Simpang Pesak       | Simpang Pesak            | 243,30       | 7.380               | 8.434               | 34,7                | 108,09              | 4                 |                   |
| 19.06    | Kab. Belitung Timur | Kab. Belitung Timur      | 2.506,91     | 106.463             | 127.018             | 50,7                | 106,62              | 39                |                   |

## Geschichte
Als letzter Kabupaten der Provinz entstand Belitung Timur Ende Februar 2003, basierend auf dem Gesetz Nr. 5 des Jahres. Hierbei wurden 29 von 69 Dörfern in den vier Kecamatanen Manggar, Gantung, Dendang und Kelapa Kampit zu dem neuen Kabupaten zusammengefasst. Somit verlor der „Mutterbezirk“ Belitung 52,33 % seiner Fläche (2.506,91 von 4.800,60 km²) und 39,65 % seiner Bewohner (81.135 von 204.651) an seinen neuen Nachbarn im Osten. Vor der Volkszählung 2010 entstanden die drei Kecamatan Damar, Simpang Renggiang und Simpang Pesak.

## Demographie
Der bevölkerungsärmste Bezirk der Provinz (8,63 %) erreicht Platz 109 unter den 120 Kabupaten der Insel Sumatra. Die Bevölkerungsdichte ist mit 50,7 Einwohnern je km² auch die niedrigste der Provinz und erreicht etwas mehr als die Hälfte des Provinzwertes (von 91,2).
Der Frauenanteil hat sich zwischen den drei Volkszählungen 2000 und 2020 sowie zum Jahresende 2023 erhöht und um Werte über 48 Prozent eingepegelt.
| Religion       | Religion    | Religion   | Religion             |
| Religion       | Anzahl 2023 | Anteil (%) | Gebäude 2020         |
| -------------- | ----------- | ---------- | -------------------- |
| Islam          | 126.797     | 95,97      | 152 1                |
| Christen insg. | 02.171      | 01,64      | 014                  |
| Davon:         |             |            |                      |
| Protestanten   | 001.745     | 80,38      | 011                  |
| Katholiken     | 000.426     | 19,62      | 003                  |
|                |             |            |                      |
| Hindus         | 00000.2     |            | 4 Vihara 15 Klenteng |
| Buddhisten     | 002.982     | 02,26      | 4 Vihara 15 Klenteng |
| Konfuzianer    | 000.168     | 00,13      | 4 Vihara 15 Klenteng |

| Jahr    | Gesamt- Bevölkerung | Männer  | %      | Frauen  | %      |
| ------- | ------------------- | ------- | ------ | ------- | ------ |
| 02000 2 | 0081.135            | 041.643 | 051,33 | 039.492 | 048,67 |
| 02010   | 0106.463            | 055.322 | 051,96 | 051.141 | 048,04 |
| 02020   | 0127.018            | 065.543 | 051,60 | 061.475 | 048,40 |
| 02023   | 0132.121            | 067.854 | 051,36 | 064.267 | 048,64 |

### Soziale Daten 2020
| Merkmal                                                             | Kab. Belitung Timur | 0Prov. Kep. Bangkal-Belitung0 |
| ------------------------------------------------------------------- | ------------------- | ----------------------------- |
| Bevölkerung unterhalb der Armutsgrenze (Tsd.)000                    | 08,56               | 68,39                         |
| Anteil der „armen Bevölkerung“ (indonesisch Penduduk miskin) (%)000 | 06,52               | 04,53                         |
| Arbeitslosenrate (%)                                                | 03,93               | 05,25                         |
| Lebenserwartung bei der Geburt (Jahre)                              | 72,03               | 70,64                         |
| HDI-Index                                                           | 71,47               | 71,47                         |
| Analphabetenrate (in %, 15+ J.)                                     | 01,21               | 01,92                         |
| Anteil der Altersgruppen                                            | 0Real0              | 0Prozentual0                  |
| Kinder (<15 J.)                                                     | 028.9640            | 22,80                         |
| arbeitsfähige Bevölkerung (15–64 J.)                                | 090.1670            | 70,99                         |
| Rentner und Pensionäre (>65 J.)                                     | 007.8870            | 06,21                         |

### Aktuelle Daten der Bevölkerungsfortschreibung
Nachfolgende Tabelle gibt den Einwohnerstand nach Geschlecht vom Jahresende 2022 und 2023 wieder. Er resultiert aus den Ergebnissen der Fortschreibung durch die örtlichen Zivilregistrierungsbüros (Disdukcapil, indonesisch Dinas Kependudukan dan Pencatatan Sipil) und kann in einer interaktiven Karte abgerufen werden.
| Kecamatan              | 31.12.2022 | 31.12.2022 | 31.12.2022 | Fläche km² | 31.12.2023 | 31.12.2023 | 31.12.2023 | 31.12.2023         | 31.12.2023          |
| Kecamatan              | 0Insg.     | männl.     | weibl.     | Fläche km² | 0Insg.     | männl.     | weibl.     | Dichte [Einw./km²] | Sex Ratio [M*100/F] |
| ---------------------- | ---------- | ---------- | ---------- | ---------- | ---------- | ---------- | ---------- | ------------------ | ------------------- |
| Manggar                | 39.812     | 20.313     | 19.499     | 150,61     | 40.314     | 20.561     | 19.753     | 267,7              | 104,09              |
| Gantung                | 29.719     | 15.374     | 14.345     | 599,15     | 30.506     | 15.806     | 14.700     | 50,9               | 107,52              |
| Dendang                | 10.798     | 5.587      | 5.211      | 324,91     | 10.896     | 5.637      | 5.259      | 33,5               | 107,19              |
| Kelapa Kampit          | 19.204     | 9.850      | 9.354      | 516,13     | 19.474     | 9.986      | 9.488      | 37,7               | 105,25              |
| Damar                  | 13.434     | 6.832      | 6.602      | 275,93     | 13.706     | 6.986      | 6.720      | 49,7               | 103,96              |
| Simpang Renggiang      | 7.634      | 3.916      | 3.718      | 447,33     | 7.710      | 3.964      | 3.746      | 17,2               | 105,82              |
| Simpang Pesak          | 8.595      | 4.390      | 4.205      | 246,55     | 8.691      | 4.458      | 4.233      | 35,3               | 105,32              |
| Kab. Belitung Timur000 | 129.196    | 66.262     | 62.934     | 2.560,61 1 | 131.297    | 67.398     | 63.899     | 51,3               | 105,48              |